# Nikolas Rose
Nikolas Rose, född 13 april 1947 i London, är en brittisk sociolog och hedersprofessor vid College of Arts and Social Sciences vid Australian National University. Rose har bland annat skrivit om medikalisering och biomakt. Rose var ursprungligen biolog, men blev senare sociolog istället.